# Ctenotus quinkan
Ctenotus quinkan är en ödleart som beskrevs av  Ingram 1979. Ctenotus quinkan ingår i släktet Ctenotus och familjen skinkar. Inga underarter finns listade i Catalogue of Life.